# Боскауэн, Джордж Хью, 9-й виконт Фалмут
Джордж Хью Боскавен, 9-й виконт Фалмут (англ. George Hugh Boscawen, 9th Viscount Falmouth; 31 октября 1919, Соединённое Королевство Великобритании и Ирландии — 7 марта 2022) — британский пэр и лендлорд. Его вспомогательные титулы включают барон ле Диспенсер (создан в 1264 году) и барон Боскавен-Роуз. Бывший офицер гвардии Колдстрима, он был лордом-наместником Корнуолла с 1977 по 1994 год.
У него также есть претензии на баронство Бургерш, пребывающее в силе с 1449 года.

## Биография
Джордж Хью Боскавен был вторым сыном Эвелина Хью Джона Боскавена, 8-го виконта Фалмута, от его брака с Мэри Маргарет Дезире, дочерью Фредерика Джорджа Линдли Мейнелл (урожденного Вуда, в 1905 году он принял часть имени своей замужней сестры Эмили Мейнелл Ингрэм, унаследовав от неё поместье), верховного шерифа Стаффордшира в 1910 году, сына Чарльза Вуда, 1-го виконта Галифакса. Мать Мэри — леди Мэри Сьюзен Феличе, была дочерью коллекционера произведений искусства и историка Александра Линдси, 25-го графа Кроуфорда.
Как и его младший брат Роберт, он получил образование в Итоне и Тринити-колледже в Кембридже, а с 1939 года по 1946 год служил в Колдстримском гвардейском полку, дослужившись до звания капитана. Во время Второй мировой войны он воевал в Италии. 21 мая 1940 года старший брат Боскавена, достопочтенный Эвелин Фредерик Вер Боскавен, также офицер гвардии Колдстрима, был убит в бою, оставив его наследником семейных титулов и поместья.
В 1962 году он стал виконтом Фалмутом после смерти своего отца. В 1968 году он был назначен заместителем лорд-наместника Корнуолла, затем в 1977 году стал лордом-наместником графства, уйдя на пенсию только в 1994 году по достижении семидесяти пяти лет.
В 1982 году, будучи председателем руководящего совета Соборной школы Труро, Фалмут принял решение закрыть школу из-за «ухудшающегося финансового положения». В письме к родителям он заявил, что это решение было принято «с очень большой неохотой, после изучения всех возможных альтернатив».

## Семья
Джордж Хью Боскавен женился на Элизабет Прайс Браун (1925 — 28 июля 2007), которая была заместителем лорд-наместника Корнуолла и офицером Ордена Британской империи, 9 мая 1953 года. У них четверо сыновей:
- Эвелин Артур Хью Боскауэн (род. 13 мая 1955), 10-й виконт Фалмут;
- Николас Джон Боскауэн (14 января 1957);
- Чарльз Ричард Боскауэн (10 октября 1958);
- Вер Джордж Боскауэн (18 сентября 1964).

Его наследником стал старший сын, Эвелин Джордж. До конца жизни 9-й виконт живл в поместье Треготнан.